# قرارداد کرسنت
قرارداد شرکت ملی نفت ایران و کرسنت پترولیوم (که برخی منابع آن را قرارداد کرسنت یا ترکمنچای گازی نامیده‌اند.) قراردادی برای فروش روزانه معادل ۵۰۰ میلیون فوت مکعب، گاز ترش میدان نفتی سلمان است، که در سال ۱۳۸۱ و در زمان وزارت بیژن نامدار زنگنه در دولت هفتم به ریاست‌جمهوری محمد خاتمی مابین شرکت کرسنت پترولیوم و شرکت ملی نفت ایران منعقد شد. مذاکرات اولیه این قرارداد از سال ۱۹۹۷ آغاز شد و در نهایت، سال ۲۰۰۲ (۱۳۸۱) به امضای این تفاهم نامه مشترک انجامید.
بر اساس مفاد این قرارداد، مقرر شده بود که از سال ۲۰۰۵ با احداث خط لوله در خلیج فارس، گاز فرآوری نشده میدان سلمان (مخزن مشترک با ابوظبی)، به میزان روزانه ۵۰۰ میلیون فوت مکعب (یا ۶۰۰ میلیون فوت مکعب) به امارات صادر شود. فقط در یکی از دادگاه‌های مربوط به قرارداد کرسنت، ایران به دلیل عدم پایبندی به این قرارداد به پرداخت ۶۰۷ میلیون دلار غرامت به شرکت کرسنت پترولیوم محکوم شد.

## مفاد قرارداد
بر اساس مذاکرات انجام شده، ایران متعهد می‌شد گاز ترش (فراوری نشده) تولیدی میدان گازی سلمان (که در استان هرمزگان در ۱۴۴ کیلومتری جنوب جزیره لاوان قرار گرفته است و با میدان ابوالبوخوش امارات متحده عربی دارای ذخایر مشترک می‌باشد) را به مدت ۲۵ سال و از آغاز سال ۲۰۰۵ به امارات متحده عربی صادر کند. حجم صادرات هم قرار بود از ۵۰۰ میلیون فوت مکعب گاز آغاز شود و به تدریج به ۸۰۰ میلیون فوت مکعب در روز برسد. براساس قرارداد انتقال گاز به امارات قرار بود که ۱۳ میلیون متر مکعب گاز در روز، به امارات صادر شود و قیمت ۱۸ دلار در هر هزار متر مکعب گاز، تعیین شده بود.این قرارداد طبق ادعاهای بیژن زنگنه مطابق قوانین داخلی ایران بسته شده و تنها قرارداد گازی ایران است که از طرف مقابل خود، تضمین گرفته است زیرا در قراردادهای گازی وابستگی دوطرفه وجود دارد و از این حیث با قرادادهای دیگر نفتی یا بازرگانی متفاوت است.

## شرح
کشور امارات در آن زمان با کشورهای ترکیه، عمان و عربستان سعودی که امیر عبدالله پادشاه وقت آن بود به مشکل خورده بود و بهترین فرصت برای مسئولان وقت ایران مهیا می‌شود که با توجه به رقابت با قطر در زمینه مخازن گاز، بتوانند قرارداد مناسبی با امارات منعقد کنند که بر اساس آن هزینه اجرای پروژه ۲ میلیارد دلار می‌شد و پس از آن سالانه یک میلیارد درآمد کسب می‌شد. در صورت اجرای قرارداد کرسنت، عملیات اجرایی آن دو سال به طول می‌انجامید و پس از آن ایران طی این سال‌ها ۱۸ میلیارد دلار درآمد کسب می‌کرد. اما ابوالفضل حسن‌بیگی عضو کمیسیون امنیت ملی و سیاست خارجی مجلس در گفتگو با ایسنا گفت:
فردی که در پشت پرده با نقشه و برنامه‌ریزی موضوع کرسنت را پیش کشید و سپس ۵ میلیون دلار به حساب فردی دیگر واریز کرد و جنگ احزاب را در کشور به وجود آورد موجب شد که با فسخ قرارداد کرسنت دست کشورمان از امارات کوتاه شد و آنها توانستند صرافی‌های ما را تعطیل کنند… اما در حال حاضر به دلیل فسخ قرارداد کرسنت در دادگاه لاهه مبلغ هنگفتی جریمه شده‌ایم که پس از رأی تجدیدنظر هر سال باید مبلغی جریمه بدهیم و این اتفاق به دلیلی رخ داد که عده ای نفوذی در کشور ما به منافع ملی مردم ضربه وارد کردند.— ابوالفضل حسن‌بیگی، 
در اواخر دولت هشتم، سازمان بازرسی کل کشور، حسن روحانی دبیر وقت شورای عالی امنیت ملی کشور و حمیدرضا کاتوزیان رئیس کمیسیون انرژی مجلس هشتم ایراداتی در ابعاد تجاری، اقتصادی، حقوقی، فنی و امنیتی به این قرارداد گرفتند. در روز دهم بهمن سال ۸۴ محمدرضا رحیمی رئیس وقت دیوان محاسبات کشور، با استدلال به‌صرفه‌نبودن این قرارداد، از آن به «خیانت» تعبیر کرد و خواستار لغو آن شد. بیژن زنگنه اما در واکنش به این اظهارات گفت که این بهترین قرارداد گازی بوده که تا کنون امضاء شده و هنوز هم از این قرارداد به شدت دفاع می‌کند. او تأکید که در پاسخ به مخالفان نامه‌ای ۴۰ صفحه‌ای در رد آرای مخالفانش و نیز درست بودن این قرارداد نوشته است؛ و گفته است که «من هنوزم معتقدم این بهترین قرارداد گازی بوده که تا کنون منعقد شده و هنوزم از آن دفاع می‌کنم.»
گروهی از سیاستمداران، این قرارداد را عهدنامه ترکمنچای نامگذاری کردند. در دولت محمود احمدی‌نژاد، دیدگاه‌های سیاستمداران به این قرارداد عوض شد و سعی بر احیای آن نمودند که بعد از رایزنی‌های انجام شده، موفق به اینکار نشدند. اختلافات داخلی در ایران بر سر این پرونده موجب شد که شرکت ملی نفت ایران شروع به اجرای تعهدات خود در قبال طرف اماراتی نکند و سرانجام شرکت کرسنت در سال ۲۰۰۹ به دادگاه لاهه شکایت برد. ایران با ارائه مستندات گسترده رشوه در این پرونده، موفق شد تا سال ۲۰۱۱ فساد در انعقاد این قرارداد را در دادگاه لاهه اثبات کند. در این خصوص، علیه مدیران و مسئولانی که در امضای قرارداد کرسنت نقش داشتند از جمله وزیر نفت (بیژن زنگنه)، پرونده‌هایی در مراجع قضایی باز شد. سازمان بازرسی کل کشور، به‌طور کل اجرای این قرارداد را ملغی اعلام کرد و اعلام شد لایه‌هایی از دلالان در این پرونده شناسایی شده که از آن میان به کسانی چون عباس یزدان‌پناه یزدی، مهدی هاشمی رفسنجانی و علی ترقی‌جاه اشاره شد. در سال ۲۰۱۲ با روی کار آمدن دولت یازدهم، همان مسئولانی که در امضای قرارداد کرسنت نقش داشتند و پرونده‌های آن‌ها در مراجع قضایی باز بود، دوباره در وزارت نفت و شرکت‌های زیرمجموعه آن حکم گرفتند و حسن روحانی نیز با تغییر در دیدگاه خود در زمان زمامداری شورای عالی امنیت ملی کشور در دولت هشتم به حمایت از آن پرداخت.
شرکت کرسنت از این موضوع استفاده کرد و آن را دستاویزی برای کمرنگ کردن نقش فساد در امضای کرسنت قرار داد. مدیران شرکت کرسنت و وکلای آن مدعی شدند که در زمینه فساد در امضای قرارداد کرسنت در ایران دودستگی وجود دارد و این سؤال را مطرح کردند که اگر ایران معتقد است در این قرارداد فسادی رخ داده است و مفسدینی وجود دارد پس چرا خودش آن‌ها را در راس بزرگ‌ترین مناصب صنعت نفت کشورش قرار داده است. روند پیگیری پرونده کرسنت در دادگاه لاهه که تا پایان دولت دهم به‌نفع ایران در حال گذر بود، رفته رفته تغییر کرد و در حالی که شرکت کرسنت و دلالان و واسطه‌های مرتبط با آن فساد کرده‌اند، به‌ناحق ایران در حال متحمل شدن خسارت گسترده است. دادگاه لاهه در سال ۲۰۱۳ رأی داد که این قرارداد از لحاظ قانونی لازم‌الاجرا است و طرف ایرانی باید تعهدات خود را عملی کند. وقتی که ایران باز هم به این رأی گردن ننهاد، دادگاه لاهه تصمیم به جریمه کردن ایران و پرداخت غرامت به طرف اماراتی گرفت. که در نهایت با رای دادگاه لاهه، ایران موظف به پرداخت جریمه ای معادل ۶۰۰ میلیون دلار به طرف اماراتی شد.
قطر نیز چنین قصدی داشت و از ۲۰۰۶ قراردادی با امارات با قیمت ۱۳۰ سنت به ازای هر میلیون بی‌تی‌یو امضا کرد که با احتساب قیمت حمل و نقل گاز به امارات، خالص دریافتی قطر ۸۰ سنت می‌شد. این دقیقاً همان قیمتی بود که سال بعد ایران با شیخ شارجه امضا کرد.
نکته مهم این بود که قراردادهای گاز در آن زمان درازمدت بود و برای دوره‌های ۱۵ سال به بالا تعیین می‌شد، اما با عقد قرارداد کرسنت، نخستین قدم در تغییر ساختار قرارداد گاز ایران برداشته شد و دوره‌های ۷ساله جایگزین زمان‌های طولانی شد. این درصورتی بود که تغییر شگرفی در قیمت نفت رخ نمی‌داد، اما با رشد قیمت نفت از اسفند ۱۳۸۳، شرکت نفت بند تغییر ساختار بازار و قیمت را طرح کرد و اگر مذاکرات توسط دولت بعد ادامه پیدا می‌کرد، حتماً به نتیجه می‌رسید و قیمت گاز نسبت به قیمت جهش یافته نفت افزایش می‌یافت.
کشور قطر سال‌هاست با همان قیمت ایران، گاز را بدون دردسر به امارات صادر می‌کند. قیمت امروز تقریباً ۶ دلار به ازای هر میلیون بی‌تی‌یو است و قطر با ۲ دلار به امارات گاز می‌دهد، زیرا بندی که ایران در قراردادش با امارات در تجدیدنظر قیمت گنجانده بود را ندارد و قیمت گاز فقط در دوره‌های زمانی مشخص می‌تواند تغییر کند.

## توقف قرارداد
اجرای این پروژه در سال ۱۳۸۴ با دلایل ارائه شده از سوی دیوان محاسبات ایران از جمله تغییر نیافتن بهای گاز صادراتی و ثابت ماندن آن در هفت سال اول اجرای قرارداد متوقف شد. اجرا کردن این قرارداد پیش از این در دولت هشتم نیز متوقف شده بود.
گفتنی است که علی کردان در زمان حضورش در قائم مقامی وزارت نفت در حال بررسی شرایط و رفع ابهامات و سوتفاهم‌های این قرار داد بود اما این موضوع بعدها اطلاعات محرمانه جلسه کردان با کرسنت، توسط محمدرضا رحیمی رئیس وقت دیوان محاسبات که اکنون به جرم فساد مالی در زندان به سر می‌برد به روزنامه کیهان داده شد و کیهان در گزارشی آن را مطرح کرد، گویا آقای علی کردان پس از انتخاب به عنوان وزارت کشور ایران و انتقال از وزارت نفت هنوز در حال برگزاری جلساتی در مورد این قرارداد بوده است که این موضوع توسط روزنامه کیهان منتشر شد.
در پرونده کرسنت علاوه‌بر بیژن زنگنه افراد دیگری مانند علی ترقی‌جاه و حمید ضیا جعفر حضور داشتند. سازمان جرائم انگلستان در دفتر عباس یزدان‌پناه اسنادی پیدا کرد کرد که مبنی بر دست‌داشتن مهدی هاشمی در کرسنت بود. اما پیش از شهادت در دادگاه عباس یزدان‌پناه به‌طور ناگهانی مفقود شد و دیگر اثری از آن نماند.

### کمیسیون اصل نود مجلس
در سال ۱۳۹۰ سخنگوی کمیسیون اصل ۹۰ مجلس عنوان کرد درصد و انتفاع قرارداد کرسنت به هیچ وجه به نفع جمهوری اسلامی ایران نبوده و این قرارداد باید ابطال شود.

### مخالفان توقف قرارداد
با این وجود که یکی از دلایل لغو قرارداد قیمت کم گاز بوده، با اعمال هزینه شیرین سازی و خشک کردن و انتقال، بنا بر محاسبه کارشناسان انرژی چنین ادعایی نادرست بوده است.
مصطفی هاشمی طبا رقم جریمه شدن ایران را ۱۴/۵ میلیارد دلار اعلام کرد.
در سال ۱۳۹۲ در جریان جلسات رای اعتماد به کابینه حسن روحانی، موضوع قرارداد کرسنت مجدد مطرح شد و برخی سیاست‌مداران آن را خیانتی نظیر عهدنامه ترکمنچای دانستند. حمیدرضا کاتوزیان عضو کمیسیون انرژی مجلس شورای اسلامی در زمان انعقاد قرارداد کرسنت، با رد این ادعا اظهار کرد در زمان امضای این قرارداد، جلسات متعددی بین وزارت نفت، وزارت اطلاعات، سازمان بازرسی کل کشور و کمیسیون انرژی مجلس شورای اسلامی برگزار شده بود و صحت و سلامت این قرارداد تأیید شده است.
غلامحسین نوذری که در دولت احمدی‌نژاد مدتی وزیر نفت بود، در این باره عنوان می‌کند «شاید نقدهایی بر قرارداد کرسنت وارد باشد اما از آن زمانی که عده‌ای این قرارداد را نقد کردند و برای این قرارداد مشکلاتی به وجود آمد؛ بیش از ۷ سال می‌گذرد و در این مدت سهم گاز ایران در میدان مشترک سلمان با امارات در حال سوختن است». عدم استفاده از منابع این میدان گازی و بیهوده سوزانیدن آن در طول ۷ سال کشور را از درآمدی معادل ۳۱ میلیارد دلار محروم کرد که این مبلغ معادل دو سال یارانه کل جمعیت ایران است (جدا از جریمه دادگاه لاهه).
ایران به علت تحریم‌های نفتی و گازی با مشکل فروش گاز مواجه بوده است، با توقف قرارداد منابع گازی ایران در میدان گازی سلمان بلااستفاده بوده و از سمت دیگر میدان گازی ابوالبوخوش بسیار فعال بوده و به این ترتیب انرژی گازی ایران در سال‌ها به هدر رفته است یا توسط ابوالبوخوش استخراج شده است.
سید ابراهیم رئیسی دربارهٔ کرسنت گفته بود: «ما یک کلمه گفتیم «به مردم آدرس غلط می‌دهند.» کنسرت را مطرح می‌کنند تا کرسنت‌ها فراموش شود.»
ابراهیم رئیسی مجدد گفته بود «ما قرارداد کرسنت داشتیم که به خاطر آن ۱۴٫۵ میلیارد دلار جریمه شدیم» در همین راستا وزیر وقتِ نفت بیژن زنگنه دربارهٔ قرارداد کرسنت می‌گوید «در مورد کرسنت هیچ جریمه‌ای نشده‌ایم و قاطعانه در حال دفاع هستیم.» درحالی‌که در یکی از دادگاه‌های قرارداد کرسنت که در تاریخ ۶ مهر ۱۴۰۰ برگزار شد، ایران به پرداخت ۶۰۷ میلیون دلار محکوم شد و نشان‌داد ادعای زنگنه که ایران جریمه نشده، کذب بوده است. ایران چندین بار به پرداخت جریمه در قرارداد کرسنت محکوم شده است. زنگنه از رئیسی خواست تا دربارهٔ جریمه از جلیلی، زاکانی و بذرپاش دربارهٔ کرسنت بیشتر بپرسد که چه کسی دنبال مذاکره بوده و در چه زمانی و چه مرجعی چنین موردی را تصویب کرده است. زنگنه همچنین در کمیسیون انرژی مجلس ادعا کرد که نقشی در قرارداد کرسنت نداشته است. زنگنه اعلام کرد که صحبت‌های نابجایی برخی مقامات ایرانی همچون علیرضا زاکانی کرده‌اند، منجر به استناد تیم داوری شرکت کرسنت پترولیوم به صحبت‌های آنان شده است و در نتیجه منابع ملی به خاطر صحبت‌های غیرواقعی اصولگرایانی که در صدد تخریب اصلاح‌طلبان بوده‌اند به خطر افتاده است. زنگنه پیشتر اعلام کرده بود: این بهترین قرارداد گازی بوده که تا کنون امضاء شده و من هنوز هم از این قرارداد به شدت دفاع می‌کنم.
در مهرماه سال ۱۳۹۷، ابوالفضل حسن‌بیگی عضو کمیسیون امنیت ملی و سیاست خارجی مجلس در مصاحبه‌ای مدعی شد که هدف دولت وقت علاوه بر منفعت مالی تحکیم عمق استراتژیک ایران در کشور امارات بوده و از قرارداد کرسنت دفاع کرد.

## محکومیت ایران در دادگاه بین‌المللی لاهه
با گذشت زمان، شرکت اماراتی که موفقیتی در گفتگو با مقامات ایرانی به دست نیاورده بود، در مراجع بین‌المللی پرونده را پیگیری کرد و شکایت کرسنت در دادگاه لاهه بررسی گردید. محمد رضا نعمت‌زاده وزیر صنعت ایران در خرداد سال ۹۳ چنین خبر داد که دادگاه بین‌المللی لاهه ایران را به دلیل لغو این قرارداد ۱۸ میلیارد دلار جریمه کرده است، هر چند بعدها این خبر از سوی وزارتخانه‌های نفت که به ریاست بیژن زنگنه بود، تکذیب شد. امارات در دادگاه لاهه از اظهارات زاکانی، رحیمی و مخالفان این قرارداد در داخل کشور، علیه کشور استفاده کرد. فقط در یکی از پرونده‌ها ایران به پرداخت ۶۰۷ میلیون دلار محکوم شد. ایران چندین بار به پرداخت جریمه به‌دلیل قرارداد کرسنت محکوم شد. مصطفی پورمحمدی وزیر دادگستری ایران در این زمینه از وجود امکان واخواهی و اعتراض ایران به رأی این پرونده خبر داد.
زاکانی اعلام کرد که به‌طور کلی ایران در کرسنت ۵۶ میلیارد دلار ضرر کرده است. یکی از اظهارات متعلق به مصطفی هاشمی طبا، نامزد انتخابات دوازدهمین دوره ریاست جمهوری بود که در یکی از مناظره‌هایی که در تاریخ ۱۵ اردیبهشت ۱۳۹۶ بین دیگر نامزدها برگزار شد خبر از جریمه ۱۴٫۵ میلیارد دلاری ایران در این پرونده داد. محسن کوهکن، نمایندهٔ حوزهٔ انتخابیهٔ لنجان در دهمین دوره مجلس شورای اسلامی در مجلس فریاد زد «ملت ایران بدانید که با رفتار وزیر نفت به پرداخت ۱۸ میلیارد دلار محکوم شده‌اید.» این ادعاها در حالی مطرح شده است که هیچ گونه اعلام نظر رسمی توسط دادگاه لاهه یا کرسنت منتشر نشده است. زنگنه در پاسخ به این ادعا کرد هیچ چیز قطعی نیست.
فقط در یکی از پرونده‌های جریمه‌شدن اسران که در مهر ۱۴۰۰ برگزار شد، شرکت گازی امارات موسوم به «دانا گس» مدعی محکومیت شرکت ملی نفت ایران به پرداخت جریمه ۶۰۷٫۵ میلیون دلاری به این شرکت شد. این رای تنها مربوط به بخش کوچکی از پرونده کرسنت است نه بخش مهم آن؛ یعنی، رای مهم بعدی هنوز باقی مانده و در واقع، خسارت واقعی در رای بعدی مشخص می‌شود؛ بنابراین، این جریمه رقم اصلی نیست و میزان خسارت اصلی در مرحله بعدی مشخص خواهد شد.
دادگاه لاهه در سال ۱۳۹۳ شرکت نفت ایران را به نقض اجرای قرارداد کرسنت محکوم کرد اما اجازه رسیدگی به اعتراضات شرکت ملی نفت ایران داده شد. پس از ۷ سال سرانجام در تاریخ ۵ مهر ۱۴۰۰، دیوان دائمی داوری، با رد دو اعتراض باقی مانده از اعتراض‌های شرکت ملی نفت ایران، حکم قطعی به شکست شرکت ملی نفت ایران داد. اولین اعتراض باقی ماندهٔ شرکت نفت ایران، در رابطه با رای نادرست دادگاه مبنی بر رد دفاعیات ایران که می‌توانسته موجب کاسته شدن از مقدار خسارات شود بوده است. دراین اعتراض، شرکت ملی نفت، خواستار در نظر گرفتن شرایط تحریم در محاسبه میزان خسارات بود. دومین اعتراض ایران نیز مربوط به ایراد قضایی به نحوه محاسبه سود بر میزان خسارت بود که ادعا شده بود برخلاف قوانین جمهوری اسلامی ایران است. سرانجام دیوان دائمی داوری ضمن بی مبنا خواندن این ادعاها برای نقض قرارداد، در دادخواست مربوط، این دو اعتراض را در طبقه بیهوده و ضعیف ثبت کرد. بر اساس حکم دیوان دائمی داوری، شرکت ملی نفت ایران محکوم به پرداخت ۲٫۴۳ میلیارد دلار خسارت و همچنین درصد سود سالانه ای معادل نرخ سود پیشنهادی دوازده‌ماهه بین بانکی امارات متحده به‌علاوه یک می‌باشد که باید تا تاریخ ۶ دی ۱۴۰۰ پرداخت شود.

### ارجاع پرونده برای اجرای حکم غیابی
پس از این شکست، شرکت ملی نفت ایران نه تنها جریمه را پرداخت نکرد بلکه روند سکوتی عجیب را در پیش گرفت. کرسنت پترولیوم با استفاده از همین موضوع، حکم خود را برای تأیید و اجرا به دو دادگاه دیگر فرستاد. در تاریخ ۲۴ اردیبهشت ۱۴۰۱، کرسنت پترولیوم دادخواستی برای تأیید حکم خود به دادگاه سلطنتی انگلیس واقع در لندن فرستاد و دو روز بعد در تاریخ ۲۶ اردیبهشت ۱۴۰۱، از دادگاه منطقه کلمبیا آمریکا خواستار اجرای حکم صادره شد. در این دادگاه کرسنت پترولیوم اعلام کرد که از شرکت نفت ملی ایران نه یک ملکول گاز، نه یک پنی از جریمه و نه حتی پاسخی دریافت نکرده است. در تاریخ ۹ تیر ۱۴۰۱، دادگاه سلطنتی انگلیس واقع در لندن حکم دادگاه لاهه را کاملاً تأیید کرد. در تاریخ ۱۷ مرداد، کرسنت پترولیوم با ارائه مستنداتی از جمله ایمیل‌های بی پاسخ و همچنین مکاتبات پستی بی‌حاصل، به دادگاه اعلام کرد که تلاش‌هایش برای دریافت پاسخ بی‌نتیجه مانده است. در تاریخ ۲۸ مهر ۱۴۰۱، شرکت کرسنت پترولیوم با بیان اینکه از شرکت ملی نفت، چیزی جز سکوت دریافت نکرده است از دادگاه منطقه ای ایالت کلمبیا، درخواست اجرای حکم غیابی کرد تا به زودی شاهد تسخیر منابع ایران به نفع شرکت کرسنت پترولیوم باشیم.